# 뉴 암스테르담 (드라마)
《뉴 암스테르담》(영어: New Amsterdam)은 미국의 의학 드라마이다. 2018년 9월 25일부터 2023년 1월 17일까지 NBC에서 방송되었다.

## 실제 모델
드라마에서, 뉴 암스테르담은 미국에서 가장 오래된 공립 병원이라고 나온다. 실제로 미국에서 가장 오래된 공립 병원은 뉴욕의 벨레뷰 병원이다. en:Bellevue Hospital 참조.